# Lars Anborg-Nielsen
Lars Lee Leif Anborg-Nielsen (født 1948) er en livstidsdømt dansk barnemorder, der er dømt for drab på og seksuel misbrug af den 10-årige Susan Rasch Lindhardt Ipsen, der forsvandt fredag den 29. maj 1998 om aftenen, efter hun var gået fra sit hjem i Tranumparken i Brøndby Strand for at sælge lodsedler for sin skole.
En uge efter hendes forsvinden blev det forrådnede lig af den afklædte og myrdede pige fundet i det aflåste kælderrum nr. 320 under bebyggelsen Tranumparken 32-34.
Retstekniske undersøgelser viste, at pigen var død ved kvælning, og at liget var blevet seksuelt misbrugt, idet der blev fundet sædrester i pigens endetarm.
Meget tydede på, at morderen skulle findes blandt de mandlige beboere i Tranumparken med nøgle til kælderen, hvorfor kriminalpolitiet opfordrede de relevante beboere til at afgive blodprøve med henblik på DNA-analyse.
Dagen efter, lørdag den 6. juni, blev det 50-årige avisbud Lars Anborg-Nielsen på sin bopæl i stueetagen til Tranumparken 28 sigtet for drab og varetægtsfængslet for at blive tvunget til at afgive blodprøve, hvilket han som den eneste i de relevante opgange havde modsat sig.
Forelagt et foreløbigt testresultat kom Anborg-Nielsen med noget, der lignede en tilståelse, men han nægtede senere under retssagen ethvert kendskab til drabet, selvom der blandt andet fandtes blodspor på gulvet fra det kælderrum, hvor liget blev fundet, hen til stueetagen til Tranumparken 28. 
Med statsadvokat Erik Merlung som anklager skulle brugen af DNA til person-identifikation derfor for første gang i Danmarkshistorien stå sin prøve i en retssal.
Et nævningeting i Østre Landsret dømte d.18. februar 2000 Leif Anborg-Nielsen skyldig i den 29. maj 1998 at have lukket Susan Rasch Ipsen ind i sin lejlighed Tranumparken 28 for derefter ved 21-tiden at have kvalt hende og seksuelt misbrugt liget. Straffen fastsattes til livsvarigt fængsel, som også stadfæstedes 7. september 2000 af Højesteret.

## Eksterne links
- Drabssager 1998 Arkiveret 1. november 2014 hos  Wayback Machine - drabssageridanmark.beboer2650.dk
- Susan-sagen dag for dag - DR
- Susan sagens retsreferater - DR

- Danska flickan strypt - Aftonbladet 6. juni 1998
- Advokat kalder DNA-test for ren Gestapo - Information 9. juni 1998
- Sigtet via udelukkelsesmetoden - Information 18. juni 1998

- DNA-test skal stå sin prøve i Susan-sag - Jyllands-Posten 7. februar 2000
- Susan-sagen: Tiltalte kontaktede advokat inden anholdelsen - Jyllands-Posten 8. februar 2000
- Susan Sagen: Skyldig - DR 18. februar 2000
- Livstids til Susans morder - BT 19. februar 2000

- Livstidsdom til Susan-Morder stadfæstet i Højesteret - Jyllands-Posten 7. september 2000
- Susans morder tabte i Højesteret - BT 8. september 2000